# Майснер, Вернер
Вернер Мейсснер (нем. Werner Meißner; 24 апреля 1937, Фельберт — 24 июня 2025) — немецкий экономист и профессор, президент Франкфуртского университета имени Иоганна Вольфганга Гёте с 1994 по 2000 год.

## Биография
С 1956 года Мейсснер изучал бизнес-администрирование в Свободном университете Берлина, завершив обучение в 1961 году в Университете Кёльна со степенью дипломированного коммерсанта. Затем он изучал экономику в Стэнфордском университете и в 1964 году получил степень доктора экономических наук (Dr. rer. pol.) в Свободном университете Берлина. После этого он изучал эконометрику и статистику в Уппсальском университете и Техническом университете Дармштадта, где в 1969 году прошёл хабилитацию по экономике и эконометрике.
С 1964 по 1965 год Мейсснер работал научным референтом в отделе экономики развивающихся стран в Немецком институте экономических исследований в Берлине. После хабилитации он был приват-доцентом по экономике и эконометрике в Техническом университете Дармштадта в 1969/70 годах. В 1971 году он получил приглашение на должность профессора экономических государственных наук в Гёте-Университете Франкфурта-на-Майне. С 1992 по 1994 год он также был научным директором и управляющим директором Института экономических и социальных исследований (WSI) в Дюссельдорфе.
С 1994 по 2000 год Мейсснер был пятым президентом Гёте-Университета Франкфурта-на-Майне. В этот период он сыграл ключевую роль в приобретении здания I.G.-Farben-Haus, что стало основой для переезда университета в район Вестенд.
Мейсснер занимал гостевые профессорские должности в Университете Стокгольма (1972/74), Университете Гётеборга (1974/75), Венском университете (1978/79 и 1982) и Университете Торонто (1990/91).
Он также работал консультантом в ОЭСР в Париже (1965), в ООН в Женеве (1966), был консультантом ООН в правительстве Либерии в Монровии (1978), экспертом GTZ с миссиями в Китае (1984 и 1985) и десятью миссиями в Индии (1988—1994).
С 1995 года Мейсснер был председателем научного совета Фонда Ханса Бёкклера и с 1996 года членом его попечительского совета. С 2001 года он был членом попечительского совета Виллы Вигони и с 2002 года председателем университетского совета Университета дизайна в Оффенбахе-на-Майне. До 2016 года он также был президентом частной бизнес-школы accadis Hochschule Bad Homburg.

## Награды
- 2023: Орден заслуг земли Гессен.

## Публикации
- Goethe zieht um. Wie die Universität ins Westend kam. Weissbooks, Франкфурт-на-Майне, 2014, ISBN 978-3-86337-076-3.